# Josef Benedict Withalm
Josef Benedict Withalm (* 1771; † 1865) war ein österreichischer Architekt, Baumeister und Fabrikant.

## Wirken
Withalm war der Bauherr und Architekt zweier Bauten in der Stadt Graz:
Das 1839, nach neunjähriger Bauzeit fertiggestellte Coliseum, ein Vergnügungspalast der nach Quellen der Zeit seinesgleichen in der österreichischen Monarchie suchte. Das Gebäude, das nach und nach erweitert wurde, wurde schließlich um die Jahrhundertwende (19./20.) abgerissen. Es stand auf dem Gelände der heutigen Pestalozzi-Realgymnasiums in Graz. Außerdem soll es auch zeitweise als Unterkunft für Soldaten sowie später bis zur Fertigstellung der neuen Synagoge am rechten Murufer auch als Bethaus für die Israelitische Kultusgemeinde Graz gedient haben.
Withalm war auch Bauherr und erster Betreiber des Eisernen Hauses am Südtirolerplatz (damals Murvorstadtplatz) in Graz. Es war in der Zeit seiner Erbauung (1846) wegen seiner Eisenkonstruktion ein außergewöhnlich aufsehenerregendes Gebäude. Die Fassade des Hauses steht unter Denkmalschutz und beherbergt seit 2003 das Grazer Kunsthaus.
Withalm selbst war auch Betreiber einer Firnis- und Lackfabrik in Graz und soll in all seinen Unternehmungen erfolgreich gewesen sein.